# Kalapács és az Akusztika
A Kalapács és az Akusztika nevű együttes 2009-ben alakult. A zenekart Kalapács József alapította. Nagyrészt korábbi zenekarai dalait dolgozzák fel akusztikusan, de magyar költők verseit is megzenésítik. Eddig két albumot jelentettek meg.

## Jelenlegi tagok
- Kalapács József - ének
- Závoti Zoltán - gitár, ének
- Szűcs Antal Gábor - gitár, ének
- Szebényi Dániel - billentyűs hangszerek
- Talabér László - basszusgitár, ének
- Borbély Zsolt - dobok
- Hosman Ádám - ütőhangszerek, percussion
- Gál Péter - hegedű

### Korábbi tagok
- Csákvári László - gitár, ének
- Mogyoró Kornél - ütős hangszerek
- Talabér Gábor - dobok (Atilla Fiai)

## Diszkográfia
- Akusztikum Hungarikum (2011)
- Autentikum (2014)